# 191e division d'infanterie (France)
Pour les articles homonymes, voir 191e division.
La 191e division d'infanterie est une division d'infanterie de l'Armée de terre française qui a participé à la Seconde Guerre mondiale au Levant.

## Création et différentes dénominations
- 19 juillet 1939 : Création de la 1re brigade mixte du Levant[1]
- 10 septembre 1939 : devient 1re division d'infanterie du Levant[1]
- 5 octobre 1939 : rénommée 191e division d'infanterie[1]

## Les chefs de la191edivision d'infanterie
- 1939 - 1940 : général Sarrade[2]

## Historique
La division est créée en septembre 1939 sous le nom de 1re division d'infanterie du Levant, à partir de la 1re brigade mixte du Levant créée juste avant la guerre. En octobre, elle est renommée 191e DI.
En garnison à Damas, elle est dissoute en septembre 1940.

## Composition
La 191e DI était constituée des unités suivantes :
- 191e groupe de reconnaissance de division d'infanterie - créé en octobre 1939,
- 12e régiment de tirailleurs tunisiens - jusqu'en juin 1940, part à la 192e DI,
- 10e demi-brigade nord-africaine : IVe bataillon du 6e régiment de tirailleurs algériens, IVe bataillon du 7e régiment de tirailleurs algériens et Ve bataillon du 1er régiment de tirailleurs marocains - à partir de juin 1940, venue de la 192e DI[3],
- 16e régiment de tirailleurs tunisiens (dont 14e compagnie antichar),
- 24e régiment mixte d'infanterie coloniale - rejoint en octobre 1939[3],
- 41e régiment d'artillerie coloniale (deux groupes de canons de 75) - créé en octobre 1939[4],
- IIIe groupe du 80e régiment d'artillerie nord-africaine (canons de 155 C) - créé en janvier 1940[4],
- XIe groupe du 93e régiment d'artillerie de montagne (canons de 105 M) - rejoint en mars 1940[4],
- 1037e batterie du 404e régiment d'artillerie de défense contre-aéronefs - rejoint en 1940[4],
- Compagnies de sapeurs-mineurs 191/1 et 191/2[5],
- Compagnie de parc 191/21[5],
- Compagnie télégraphique 191/81,
- Compagnie radio 191/82,
- Compagnie télégraphique renforcée 838/81
- Compagnie du train hippomobile 291/29
- Compagnie du train automobile 391/29
- Groupe sanitaire divisionnaire 191,
- Section mobile d'évacuation vétérinaire 191.